# Berycopsis
Berycopsis es un género extinto de peces actinopterigios prehistóricos. Fue descrito por Agassiz en 1850.
Vivió en Alemania, Reino Unido y el Líbano. Medía unos 35 centímetros (14 pulgadas) de largo y era uno de los primeros miembros de Acanthopterygii, el grupo que incluye a las actuales barracudas, peces espada, caballitos de mar y peces planos. Al igual que sus parientes modernos, los primeros radios de las aletas dorsal y anal se modificaron en espinas defensivas, y las aletas pélvicas se ubicaron cerca de las aletas pectorales. Berycopsis fue conocido por tener estas características que están muy extendidas en la actualidad.